# Лагодицький монастир
Лагодицький монастир XV століття — православний монастир, що існував на українських землях в селі Лагодичі (Lahodzycze — Лагодиче) колишнього Белзького князівства, а згодом Буського повіту Белзького воєводства Корони Польської. Нині — Золочівський район, Львівська область.

## Писемні згадки
17 квітня 1448 року — в акті про розмежування Павлом з Олеська, підкоморієм львівським, свого села Жуличі (Жуличе) від села Лагодичі (Лагодиче), що належало Івану Белзецькому.
5 травня 1488 року — в акті про розмежування села Жуличі від сіл Почапи і Лагодичі, а також в акті про розмежування сіл Почапи і Лагодичі від села Хильчиці (Хильчиче).

## Локалізація
Монастир знаходився у лісі, розміщеному на північ від річки Белзець (Белзеч), яку утворювали кілька жулицьких струмків, вливаючись в одне русло біля громадської дороги Княже — Черемошня (нинішня ділянка дороги Почапи — Білий Камінь), але нижче від витоків потоку Гнилець (Гнилеч), що протікає через ліс і впадає у річку Белзець.

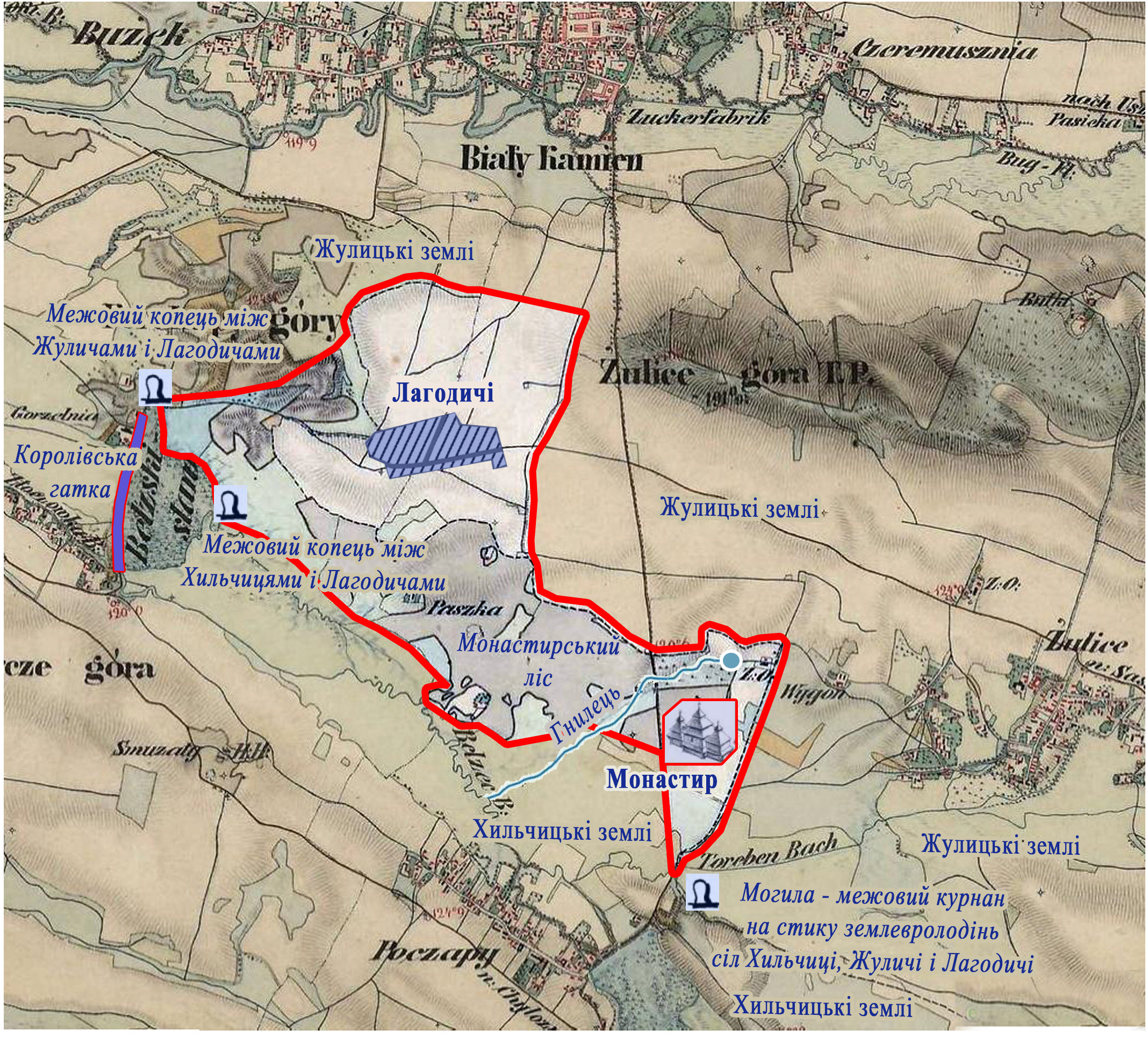
Локалізація Лагодицького монастиря і села Лагодичі на карті XIX століття за розмежувальними актами XV століття.

Місце розташування монастиря можна позначити поблизу сполучення нинішньої асфальтної дороги з Жулич зі шляхом Почапи — Білий Камінь.
Село Лагодичі знаходилося на північному заході від витоків потоку Гнилець — на південно-західних відрогах Жулицької гори, в районі розгалуження дороги з Белзця (Гончарівки) на три напрямки — Бужок, Черемошня і Жуличі. Між самими Жуличами і Лагодичами був ще один ліс, який під час розмежування був розділений між обома селами.
Розмежувальні акти 1488 року служать підставою для судження, що село Лагодичі було у минулому жульцьким присілком. Південно-західний розмежувальний копець між обома селами був встановлений неподалік села Белзець — біля греблі Белзецького ставу, яка в документах згадується як «королівська гатка».

## Заснування
Ліс, у якому розміщувався монастир, у розмежувальних актах має назву «Монастирський». Усталена назва свідчить, що монастир був збудований задовго до 1488 року. Можливо, це зробили монахи з давньоруського Пліснеського монастиря, що, за переказами, був заснований в ХІІ ст. белзькою князівною Оленою Всеволодівною і зруйнований 1241 року монголами.
Назва греблі Белзецького ставу як «королівська гатка» підказує, що до впорядкування цієї місцевості, а може, й до заснування самого монастиря мав відношення хтось з руських королів — Данило Галицький, Юрій Львович, або ж сини останнього Андрій чи Лев, які вважаються фундаторами Олеського замку.
Ще одна версія заснування Лагодицького монастиря пов'язана з його розміщенням на краю Рожного Поля –  відомого історичного місця на галицько-волинському пограниччі,  де 1099 року відбулася битва між військами галицьких князів Ростиславичів — Володаря і Василька, з одного боку, та київським князем Святополком, з іншого. 
Битва закінчилась перемогою галицької дружини і заклала підвалини майбутньої могутності Галицької держави. Водночас битва мала характер  військової міжусобиці, що засуджувалася різними групами тогочасного руського населення.  Можливо, що саме на пам'ять про руських воїнів, що полягли з обох сторін, на цьому галицько-волинському пограниччі було заснована і село Лагодичі (Лагодиче), і Лагодицький монастир. Їхнє ім’я походить  від дієслова «лагодити» – «умиротворювати», «наводити порядок», «вносити злагоду».
Михайло Грушевський локалізував Рожне Поле біля Золочева, а саме на північному заході від цього міста в напрямі до Скваряви й Скнилова. Це цілком відповідає локалізації Лагодицького монастиря, розміщеного на північно-східній околиці Рожного Поля. 
З назвою «Рожне Поле» може бути пов'язане  урочище  «Рогожно» (Rogoszno), що згадується 1488 року при опису межі сіл Жуличі і Лагодичі.

## Окремі спостереження
- Після 1488 року Лагодицький монастир, як і село Лагодичі, не згадуються в історичних документах. Очевидно, на рубежі XV–XVI століть вони були зруйновані, як і чимало інших місцевих поселень.

- За підрахунками історика Івана Крип'якевича, на землях Галичини згадується 57 середньовічних монастирів, що діяли у ХІІ–XV столітті. З них у колишньому Золочівському повіті існувало 2 — Підгорецький (Пліснеський) і Лагодицький[6].